# Севидов, Антон Олегович
Антон Олегович Севидов (белор. Антон Алегавіч Севідаў, род. 11 мая 1980, Минск)  — российский музыкант, композитор, диджей, создатель групп «Неонавт» и Tesla Boy.

## Биография

### Детство
Родился в семье известного футбольного тренера Александра Александровича Севидова (дед) и футболиста Юрия Севидова (дядя). В детстве Антон также был связан со спортом: занимался теннисом в спортивной школе «Динамо».
В 8 лет он случайно попал на прослушивание в хор Веснянка, и его пригласили присоединиться к коллективу. В течение года занимался параллельно теннисом и пением, после чего родители предложили ему самому выбрать что-то одно, и Антон остановился на музыке.
В 9 лет попал в экспериментальное отделение музыкальной школы им. Стасова, главной особенностью которого было то, что кроме классических предметов здесь изучали джаз и рок. В кабинете рок-музыки (он носил название «Рок-ансамбль») была большая коллекция синтезаторов, заинтересовавшая Антона. Там он начал их изучать, а после у него появился свой синтезатор, и он начал сочинять свои первые композиции, параллельно занимаясь вокалом и фортепиано.

### Начало карьеры
В 12 лет Антону удалось попасть в ученики к известному советскому джаз-музыканту Михаилу Моисеевичу Окуню, музыканту Оркестра Олега Лундстрема. В это же время он выступал в программе «Утренняя звезда», где дошёл до финала с композициями в жанрах джаз и соул, исполнял песни Стиви Уандера и Рея Чарльза. Участвовал в программе «Таланты России», организованной на тот момент уже бывшим главным режиссёром и создателем Камерного еврейского музыкального театра Юрием Шерлингом, в рамках которой впервые попал на гастроли по Японии и Польше.
В 14 лет поступил на 1 курс Государственного музыкального училища эстрадного и джазового искусства (было образовано на базе эстрадного отделения Музыкального училища имени Гнесиных) по классу фортепиано. Там Антон собрал свою первую группу Citric Acid. Этот коллектив выступал на джазовых фестивалях, играл в московских клубах. Также Антон недолго играл в группе «Арсенал» Алексея Козлова. У последнего была на тот период времени одна из самых прогрессивных домашних студий, и он научил Севидова владению музыкальными программами нового поколения.
В 15 увлекся жанром драм-н-бейс и записал несколько треков под впечатлением альбома Goldie «Timeless», которые после звучали в программе Storm Crew на радио Станция 106,8 FM.
В 16 лет у Антона умер отец, во многом способствовавший его музыкальным начинаниям, и с этого момента Антон был вынужден много заниматься диджеингом, играл джаз в ресторанах, а также делал аранжировки для других артистов, чтобы обеспечивать семью, поскольку его мать не работала.
В 1997 году он получил гран-при на конкурсе «Хрустальная нота», все призовые в $10.000 купил оборудование: виниловые проигрыватели для диджеев Technics и семплер».
В 18 стал резидентом Московского дворца молодёжи, после чего начал активно выступать в московских клубах в качестве диджея, записал несколько композиций в сотрудничестве с Дмитрием Пономаревым (DJ FeelGood). Вместе с ним они создали проект Da Funk, треки которого попали на верхние строчки хит-парадов на радиостанции Станции 106,8 FM.
В 1998 году закончил с красным дипломом училище и тогда же получил гран-при конкурса «Хрустальный камертон» в номинации «Лучшая джазовая композиция». После поступил в Российскую академию музыки имени Гнесиных к педагогу Игорю Брилю, которую так и не окончил. Тогда же попал на Студию Андрея Бочко (была полностью аналоговой), там изучал винтажные синтезаторы и начал записывать материал, но впоследствии он так и не вышел.

## Творчество

### Первые проекты
В 1998—2002 годах играл в ансамбле джазового саксофониста Анатолия Герасимова, солиста оркестра Дюка Эллингтона, также известного тем, что записал саунтрек к фильму «Жидкое небо» и играл вместе с Аукцыоном и Алексеем Хвостенко. В 2001 году играл на клавишах при записи альбома «Сплин 25 кадр» на Студии Андрея Бочко, где записал на электропиано версию песни «Феллини», а также сотрудничал с БИ-2 в проекте ремиксов.
В 2002 году принял участие в записи песни «Одна она» с альбома “Заноза” Найка Борзова.
Когда мне был 21 год, я делал музыкальный продакшн группе Би-2. Также участвовал в записи альбома Сплин “25 кадр”: я там играю на “родесе” в песне “Феллини”. На альбоме “Заноза” Найка Борзова играл в паре вещей. На тот момент действительно казалось, что там происходит что-то интересное, — Антон Севидов в интервью The Flow
За годы творчества у Антона накопилось много песен, поэтому в 2002 году он собрал новую группу под названием «Неонавт» вместе с Алексеем Беляевым, Борисом Лифшицом и Николаем Сарабьяновым, и они начали гастролировать по России. Творчество этого проекта было мало похоже на предыдущие: это была не электронная, а гитарная музыка, вдохновленная песнями «Radiohead и Muse. В 2003 году к группе присоединился гитарист Илья Шаповалов. Команда выступала на различных фестивалях, в том числе на Нашествии».
В 2003 году умерла мать Антона, что стало для него большой личной трагедией. Его переживания нашли свое выражение в песне «Моя слеза».
В 2004 году Антон поменял стиль и звучание группы, вернулся к электронике в стиле восьмидесятых и нью-вейва. «Неонавт» подписал контракт с Universal Music (Russia) и в 2005 году поехал записывать альбом в Берлин совместно с Крисом Корнером, но из-за смены руководства студия не захотела его выпускать, поэтому Антон выложил альбом «Вдыхай меня» в сеть, а проект был закрыт.

### Tesla Boy
Основная статья: Tesla Boy
К 2007 году у Антона накопилось много новых песен, которые он начал записывать. Тогда Антон жил в старом сталинском доме на 2 этаже над трансформаторной будкой. Пришедший в гости приятель однажды пошутил, что у Антона особые отношения с электричеством, и это влияет на его музыку, а также сравнил артиста с Николой Теслой. Поэтому Антон назвал одну из песен Tesla Boy, после чего записал её демо, а также демо песен Fire и Electric Lady.
Через год, в 2008 к нему присоединился басист Дмитрий Губницкий. Они впервые выступили в дуэте на вечеринке на корабле, куда их пригласил друг Антона и попросил исполнить живьем их композиции. Поскольку для выступления на данном мероприятии нужно было название группы, Антон и Дмитрий выбрали «Tesla Boy» в качестве такового. Тем же летом они выступали на выставке фотографа Джабаха Кахадо. Осенью же к коллективу присоединился Борис Лифшиц, с которым Антон играл вместе в «Неонавте». Сначала группа дала несколько небольших концертов, а в 2009 году в клубе «Mio» прошёл первый открытый концерт, после которого о «Tesla Boy» узнало много людей и написал популярный западный блог о музыке Valerie. После этого группе поступило предложение от британского лейбла Mullet Records выпустить мини-альбом из пяти треков. «Tesla Boy EP» появился в сети зимой, официальный релиз состоялся в сентябре, а осенью вышла пластинка ремиксов. Коллектив выступал на крупных фестивалях — Пикник «Афиши» и STEREOLETO, а также в клубе «Солянка», их песни крутили на радио ВВС. В том же году «Tesla Boy» была признана лучшей группой по мнению Lookatme.ru.
В 2010 году к группе присоединился гитарист Константин Похвалин и барабанщик Михаил Студницын. В данном составе «Tesla Boy» выпустили альбом Modern Thrills, презентация которого прошла в клубе «Strelka». Коллектив снова выступил на фестивалях Пикник «Афиши» и EXIT в Сербии вместе c Midnight Juggernauts. Тогда же группа поехала на первые гастроли в Барселону. В конце 2010 года «Tesla Boy» выступили на фестивале Insomnia в Тромсе, Норвегия, а на радио Maximum крутили песни «Spirit of the Night» и «Fire».
В 2011 году «Tesla Boy» отправились в тур по Скандинавии (Швеция, Финляндия) и выпустили трек «In Your Eyes» на французском лейбле Kitsuné. Также коллектив выступал вместе с группой «Hurts» во время их тура по России.
В 2012 году группа поехала на гастроли в Нью-Йорк, где выступила в Webster Hall и на фестивале Full Moon. В мае журнал VICE презентовал сингл «Fantasy», а в сентябре клип на него. В этом же году вышли сингл и клип «Split».
21 мая 2013 состоялся релиз альбома «The Universe Made Of Darkness», сразу же прочно закрепившегося в топах iTunes в России, США, Мексике и Европе. Три презентационных концерта в Москве, Санкт-Петербурге и Киеве собрали воедино в общей сложности более 15 тысяч фанатов группы. Антон с группой отправились на гастроли: дважды за год в Мексику, а также в большой тур по США в сентябре. Летом 2013 вышел клип на песню «Undetected», презентованный на сайте Джей-Зи. Также в 2013 коллектив участвовал в совместном туре по России с группой «Cut Copy» из Австралии.
В 2014 году на волнах радиостанции Megapolis FM стартовало еженедельное Tesla Boy Radioshow, в котором Антон Севидов и Леонид Затагин делились со слушателями любимой музыкой и собственными релизами. Кроме того, группа выпустила два сингла, два видеоклипа и пластинку с ремиксами на последний альбом «The Universe Made Of Darkness», в поддержку которой Tesla Boy совершили NIGHT TOUR по 11 городам, в каждом из которых собрали полные залы.
Помимо регулярных выступлений по России, Tesla Boy выступали на зарубежных фестивалях, таких как Escapemusicfest, Mysteryland в США, AIM Festival в Канаде и других.
В 2015 году у «Tesla Boy» был в работе почти записанный альбом, однако Антон стер запись, и группа начал работать над новым материалом с новым звучанием. После этого вышел сингл «Nothing», ставший ознаменованием нового витка в развитии группы. В конце года «Tesla Boy» отправились в мини-тур по четырём городам США (Лос-Анджелес, Сан-Франциско, Портленд, Сиэтл).
В 2016 году коллектив дал большой концерт в Гоголь-центре 20 марта, где представил новую программу. Примерно в то же время группа презентовала клип «Nothing», вошедший в программу фестиваля SXSW в Остине и Berlin Music Video Awards. Летом группа выпустила свой новый EP — «Moses» с пятью песнями, а также клип «Circles» (режиссёр Райан Патрик).
В 2017 году группа представляет новый сингл — «Avoid».
7 сентября 2018 года состоится премьера сингла «Compromise» с нового альбома группы «Remedy». Премьера альбома «Remedy» состоится 19 октября 2018 года.
В апреле 2019 года группы выпускает первый русскоязычный сингл — «Холод уйдет».
10 апреля 2020 состоялась премьера нового альбома «Андропов». В альбом вошли девять песен, включая сингл «Проспект», клип на который появился в конце марта. Сингл «Проспект» — саундтрек к сериалу Константина Богомолова Содержанки.

### Другие проекты
В конце 2016 года Антон получил приглашение от Гоголь-центра и написал музыку для спектакля «Море деревьев» по пьесе Любы Стрижак, премьера которого состоялась уже в 2017 году. Кроме того, в данном спектакле Антон также исполняет роль Ниндзя Судьбы.
Этот опыт был для меня абсолютно уникальным, ни на что не похожим. Все началось с того, что ребята просто пригласили меня, как композитора, написать музыку, а вылилось все в мой актерский дебют, — Антон Севидов в интервью grandstreet
В 2017 году стал куратором «русской» команды музыкального проекта SOUND UP, объединившего современных российских и зарубежных музыкантов.
В 2018 году Антон начал готовиться к выпуску первого сольного альбома, который был представлен на Tallinn Music Week 2018, и Esquire Weekend 2018.
Принял участие в съёмках и создании фильма «Лето» Кирилла Серебренникова, получившего приз Каннского фестиваля за лучший саундтрек. В фильме Антон сыграл Андрея Тропилло, записавшего первый альбом группы «Кино».
Выступил организатором концерта-трибьюта Юрию Чернавскому «Возвращение на Банановые острова».
В июле 2019 года принял участие в записи песни «Упражнения в равновесии» сайд-проекта участников группы «Би-2 Куртки Кобейна. В записи трека также приняла участие певица Manizha. Продюсером композиции выступил Шура Би-2, сведением занимался Эдриан Бушби — обладатель премии Грэмми» за работу над альбомом The Resistance группы Muse.
Принял участие в съёмках клипа Дельфина на песню «J2000.0»

## Личная жизнь
Встречался с PR-менеджером группы Tesla Boy Кариной Истоминой, затем (в 2015—2022 годах) с актрисой Александрой Ревенко.